# One du Rib
One du Rib född 21 mars 2002, död 2 april 2018, var en fransk varmblodig travhäst som tränades av Joël Hallais och kördes oftast då av Hallais själv eller reds av Jean-Loïc-Claude Dersoir, på slutet av sin karriär reds han av David Thomain.
Han började tävla i november 2004 och inledde med att galopper för att sedan ta sin första seger i tredje starten. Han sprang under sin karriär in 1,6 miljoner euro på 101 starter, varav 12 segrar och 14 andraplatser samt 9 tredjeplatser. De största segrarna kom i Prix de Cornulier (2007, 2010).
Han har även segrat i Prix du Président de la République (2006), Prix Émile Riotteau (2006), Prix Léon Tacquet (2006), Prix Victor Cavey (2007), Prix Legoux-Longpre (2007), Prix Joseph Lafosse (2007), Prix Chambon P (2008), Prix Kerjacques (2009) och på andraplats i Prix Edmond Henry (2006, 2007), Prix Philippe du Rozier (2006), Prix Jules Lemonnier (2007), Prix Paul Buquet (2008), Prix des Ducs de Normandie (2009) och på tredjeplats i Prix Vindex (2006), Prix Joseph Lafosse (2006), Prix Xavier de Saint Palais (2007), Prix de Normandie (2007) och Prix René Ballière (2009).

## Statistik
| Statistik för One du Rib (Ref.) | Statistik för One du Rib (Ref.) | Statistik för One du Rib (Ref.) | Statistik för One du Rib (Ref.) | Statistik för One du Rib (Ref.) | Statistik för One du Rib (Ref.) |
| ------------------------------- | ------------------------------- | ------------------------------- | ------------------------------- | ------------------------------- | ------------------------------- |
| Starter                         | Placeringar                     | Startprissumma                  | Segerprocent                    | Platsprocent                    | Rekord                          |
| 101                             | 12-14-9                         | 1 608 580 euro                  | 12 %                            | 35 %                            | 1.11,0ak,                       |

### Större segrar
| År   | Lopp                               | Kusk                     | Vinstbelopp | Grupp   |
| ---- | ---------------------------------- | ------------------------ | ----------- | ------- |
| 2006 | Prix du Président de la République | Jean-Loïc-Claude Dersoir | 120 000 EUR | Grupp 1 |
| 2006 | Prix Émile Riotteau                | Jean-Loïc-Claude Dersoir | 54 000 EUR  | Grupp 2 |
| 2006 | Prix Léon Tacquet                  | Jean-Loïc-Claude Dersoir | 54 000 EUR  | Grupp 2 |
| 2007 | Prix de Cornulier                  | Jean-Loïc-Claude Dersoir | 350 000 EUR | Grupp 1 |
| 2007 | Prix Victor Cavey                  | Jean-Loïc-Claude Dersoir | 54 000 EUR  | Grupp 2 |
| 2007 | Prix Legoux-Longpre                | Jean-Loïc-Claude Dersoir | 54 000 EUR  | Grupp 2 |
| 2007 | Prix Joseph Lafosse                | Jean-Loïc-Claude Dersoir | 54 000 EUR  | Grupp 2 |
| 2008 | Prix Chambon P                     | Jean-Loïc-Claude Dersoir | 54 000 EUR  | Grupp 2 |
| 2009 | Prix Kerjacques                    | Jean-Loïc-Claude Dersoir | 54 000 EUR  | Grupp 2 |
| 2010 | Prix de Cornulier                  | David Thomain            | 350 000 EUR | Grupp 1 |